# Lista de bispos da diocese de Jesi
A seguir, uma lista de bispos da Diocese de Jesi, Itália.
- São Septímio 307? (primeiro bispo e patrono da diocese)
- Martiano 499-502
- Calompioso (Calcompios,Calumnioso) ca.647
- Honesto 680
- Pietro 743
- Giovanni 826
- Anastásio 853
- Eberardo 967
- Marciano 1027
- Sem nome 1146
- Rainaldo 1164(1161?)-1175
- Grimaldo (Grimoaldo) 1197
- Crescêncio 1207
- Filipe ?-1229 (transf. p/Fermo)
- Severino 1230-1245
- Hermano 1246 (não confirmado pelo papa Inocêncio IV)
- Gualtério (O.S.Fr.) 1246-1252?
- Crescêncio Tebaldi 1252-1264
- Bonagiunta (O.S.Fr) 1264-?
- Uguccio 1268-1270
- beato Giovanni II 1289-1295 (transf. p/Osimo)
- Leonardo Patrasso 1295-1311 (antes bispo de Alatri;depois arcebispo de Cápua e cardeal-bispo de Albano)
- Francesco Alfani 1312-1342
- Francesco Brancaleoni 1342-1350 (transf. p/ Urbino)
- Nicolló de Pisa (O.S.A) 1350-1358 (antes bispo de Urbino)
- Pietro Borghesi ca.1380
- Bernardo m.(= morto em)1391
- Tommaso Pierleoni 1391-ca.1399 (antes bispo de Ascoli;renunciou em 1399)
- Ludovico(Luigi) Francesco Alfani (valombrosiano) 1400-1405
- Jacobo Bonriposi(Bontempi) (transf. p/Narni;trigésimo bispo de Jesi segundo SEEC)
- Blondo Conchi 1418-?
- Lázaro  m.1425
- Innocenzo 1425-1443
- Thomas Gislieri (Isileri) 1466-1505
- Angelo Ripanti 1505-1513
- Pietro Paolo Venanzi 1513-1519
- Antonio Venanzi 1519-1540
- Benedetto Conversini 1540-1553 (transf.de Bertinoro)
- Pietro de Monte 1553-1554 (apenas eleito;renunciou)
- Gabriel de Monte 1554-1597
- cardeal Camillo Borghese 1597-1600 (=Papa Paulo V)
- Marco Agrippa Dandini 1600-1603
- Pirro Imperiali 1604-1609
- Marcello Pignatelli 1609-1621
- cardeal Tibério Cenci 1621-1653
- cardeal Jacobo Corradi 1653-1656
- cardeal Alderano Cybo 1656-1671
- Lorenzo Cybo 1671-1680
- cardeal Pietro Matteo Petrucci  1681–1696 m.1701
- Alessandro Fedeli 1696-1715
- Francesco Antonio Giattini 1716–1724 m.antes de 1730
- Antonio Fonseca 1724-1763
- Ubaldo Baldassini 1764-1786 (transf.de Bagnorea)

- Sede vacante (1786-1794)

- Giovanni Battista Bussi de Pretis 1794-1800 (cardeal em 1794)
- cardeal Giovanni Battista Caprara 1800-1802 (transferido para Milão)
- Antonio Marco Odescalchi 1804-1812
- cardeal Francesco Cesarei-Leoni 1817-1830
- Francesco Tiberi 1832-1836
- Pietro Ostini 1836-1842 (cardeal em 1836)
- Silvestro Belli 1842-1844 (já cardeal desde 1841)
- Cosimo Corsi 1845-1853 (cardeal desde 1842;transf. p/ Pisa)
- Carlo Ludovico(Luigi) Morichini 1854-1871 (cardeal desde 1852)
- Rambaldo Magagnini 1872-1892  (Bispo número 62 de Jesi)
- Aurélio Zonghi 1893-1902
- Giovanni Battista Ricci 1902-1906 (transf. p/ o arcebispado de Ancona-Numana)   morto em 1929.
- Giuseppe Gandolfi 1906-1927
- Geoffrey Zaccherini 1928-1934 resig. (morreu em 1938)
- Carlo Falcinelli 1934-1953 resig. (morreu em 1959)
- Giovanni Battista Pardini 1953-1975 resig. (morreu em 1987)
- Oscar Serfilippi (O.F.M.Conv) 1978-2006 resig. (morreu em 2006)
- Gerardo Rocconi 2006-2025   (Bispo número 70 de Jesi)
- Paolo Ricciardi 2025-